# Tumiłowicze (gmina)
Tumiłowicze – dawna gmina wiejska istniejąca do 1929 roku w woj. nowogródzkim/Ziemi Wileńskiej/woj. wileńskim w Polsce. Siedzibą gminy były Tumiłowicze (169 mieszk. w 1921 roku).
Początkowo gmina należała do powiatu borysowskiego. 7 listopada 1920 r. została przyłączona do nowo utworzonego powiatu duniłowickiego pod Zarządem Terenów Przyfrontowych i Etapowych. 19 lutego 1921 r. wraz z całym powiatem weszła w skład nowo utworzonego województwa nowogródzkiego. 13 kwietnia 1922 roku gmina wraz z całym powiatem duniłowickim została przyłączona do Ziemi Wileńskiej, przekształconej 20 stycznia 1926 roku w województwo wileńskie. 1 stycznia 1926 roku gminę wyłączono z powiatu duniłowickiego (który jednocześnie zmienił nazwę na powiat postawski) i przyłączono do powiatu dziśnieńskiego w tymże województwie.
Jednostkę zniesiono 11 kwietnia 1929 roku, a jej obszar włączono do gminy Dokszyce i do nowo utworzonej gminy Hołubicze.

## Demografia
Według Powszechnego Spisu Ludności z 1921 roku gminę zamieszkiwało 4 235 osób, 745 było wyznania rzymskokatolickiego, 3 453 prawosławnego, 12 mojżeszowego, 16 mahometańskiego. Jednocześnie 804 mieszkańców zadeklarowało polską przynależność narodową, 3 401 białoruską, 6 żydowską, 13 rosyjską, 1 litewską, 8 tatarską, 1 łotewską, 1 francuską. Było tu 681 budynków mieszkalnych.